# Richard Bergh
Sven Richard Bergh (28 de desembre de 1858 – 29 de gener de 1919) va ser un conegut pintor suec d'Estocolm. Les seves pintures sovint representen paisatges suecs i retrats. El 1915, Bergh va esdevenir director del Museu Nacional suec.

## Carrera
Després d'estudiar a la Reial Acadèmia Sueca de les Arts d'Estocolm, va viatjar a França on freqüentment visitava la colònia d'artistes de Grez-sur-Loing. Bergh es va interessar per la psicologia i la va incorporar al seu art, com s'evidencia a la seva obra Sessió Hipnòtica "amb la seva evocació de l'interès contemporani estès de la suggestió i la histèria". Aviat es va establir com a pintor de retrat a Suècia, tot i que les seves pintures de paisatge van jugar una funció important en el desenvolupament del nacionalisme romàntic suec. Bergh va produir diverses pintures de paisatge a Varberg entre 1893 i 1896. El seu pare també hi havia estat un pintor de paisatge.
Els retrats dels seus amics han esdevingut les seves pintures més perdurables. Un d'ells, Vespre d'estiu nòrdic (1889–1900), és el seva obra més freqüentment reproduïda. Va pintar retrats d'Ellen Clau, August Strindberg, Gustaf Fröding, Hjalmar Branting, i altres. El seu Retrat d'August Strindberg, de 1905, és una de les seves pintures més famoses. Bergh descrivia Strindberg com "el model més interessant que mai he tingut. Vaig llegir en la seva cara, amb les seves moltes línies de destí, com en un meravellós llibre." Bergh Va conèixer Strindberg per primer cop el 1889 i aviat es van associar. Strindberg va enviar Bergh un total de vuitanta-una cartes durant la seva amistat que han estat trobades recentment.
La dècada de 1890, Bergh va establir una escola d'art al seu taller a Estocolm. Va ser el director del Museu Nacional Suec el 1915.

## Galeria

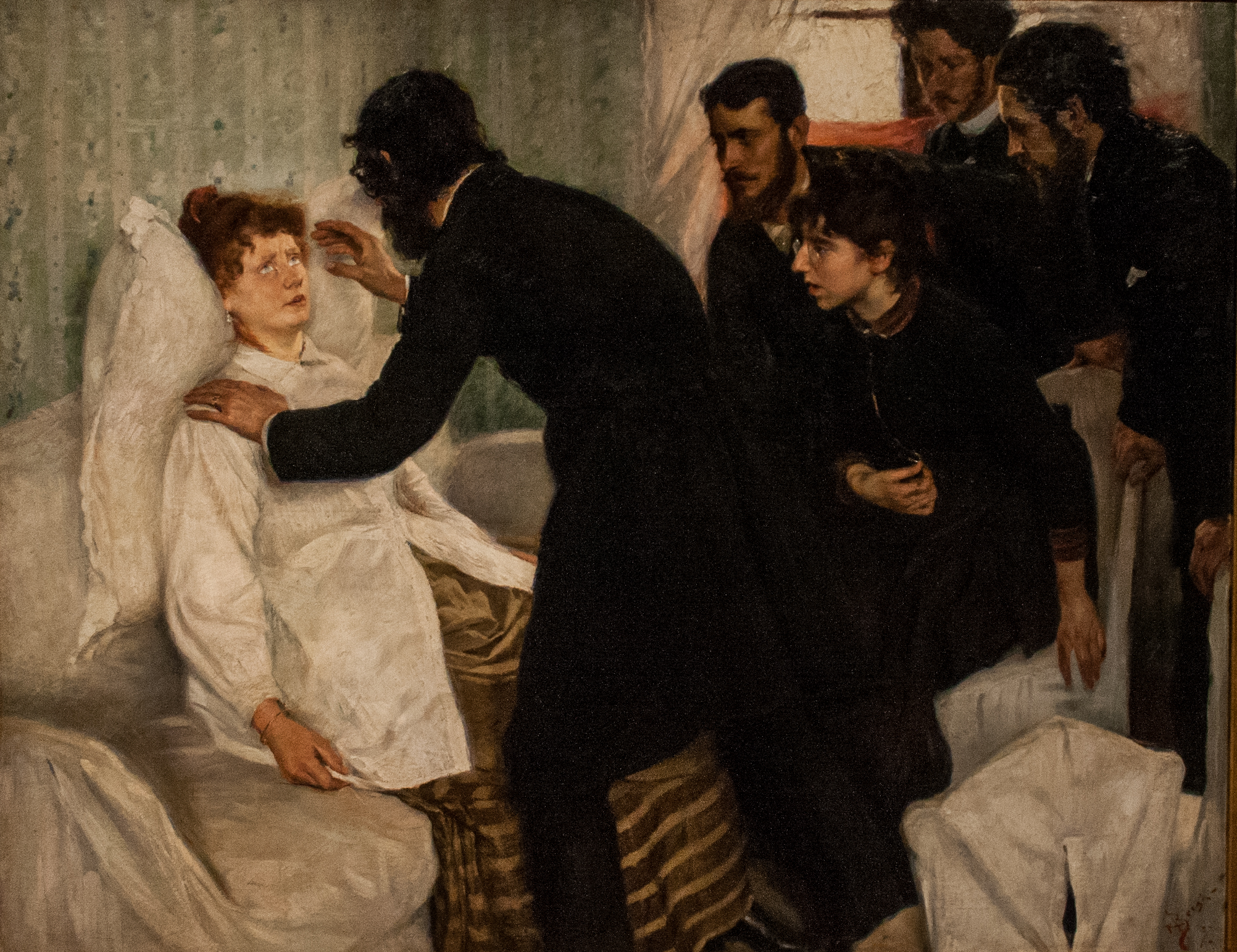
Sessió Hipnòtica (1887)
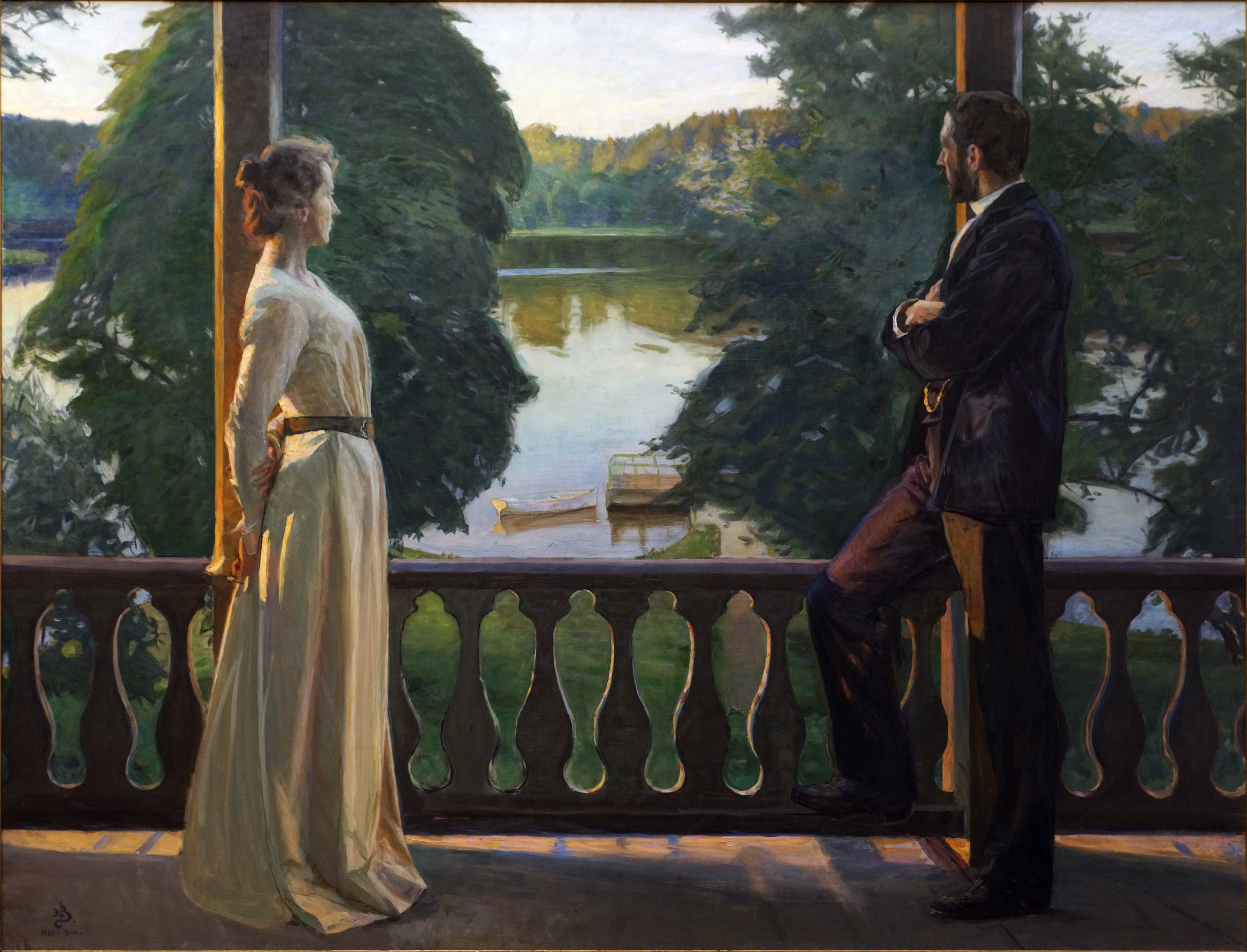
Vespre d'Estiu Nòrdic (1889-1900)
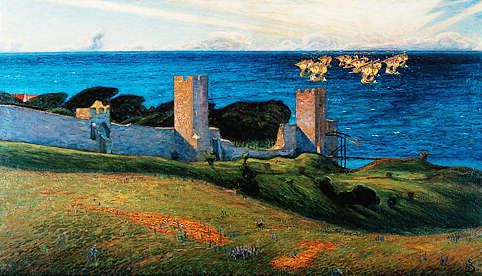
Visió: Motiv från Visby (1894)
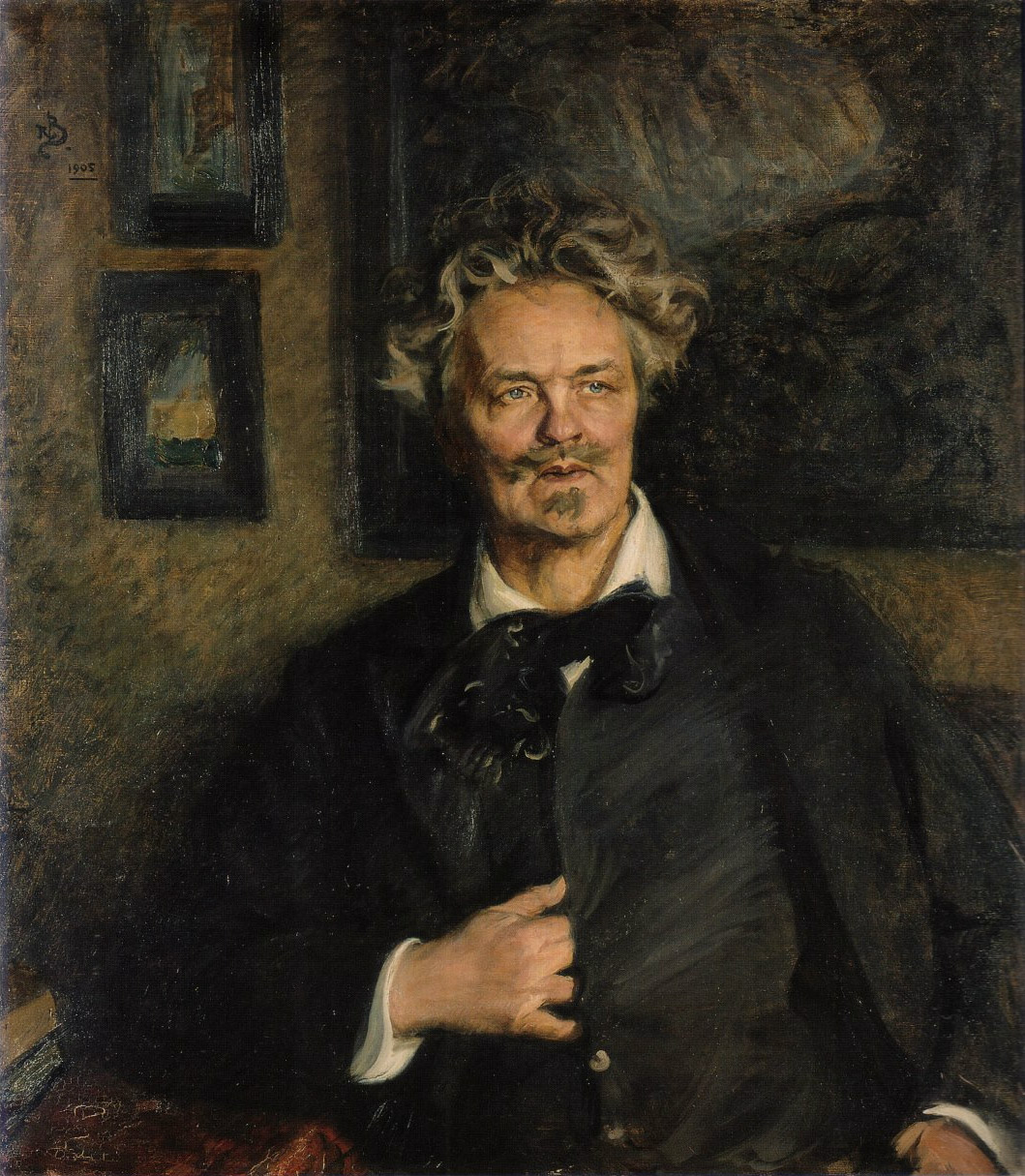
Retrat d'August Strindberg (1905)
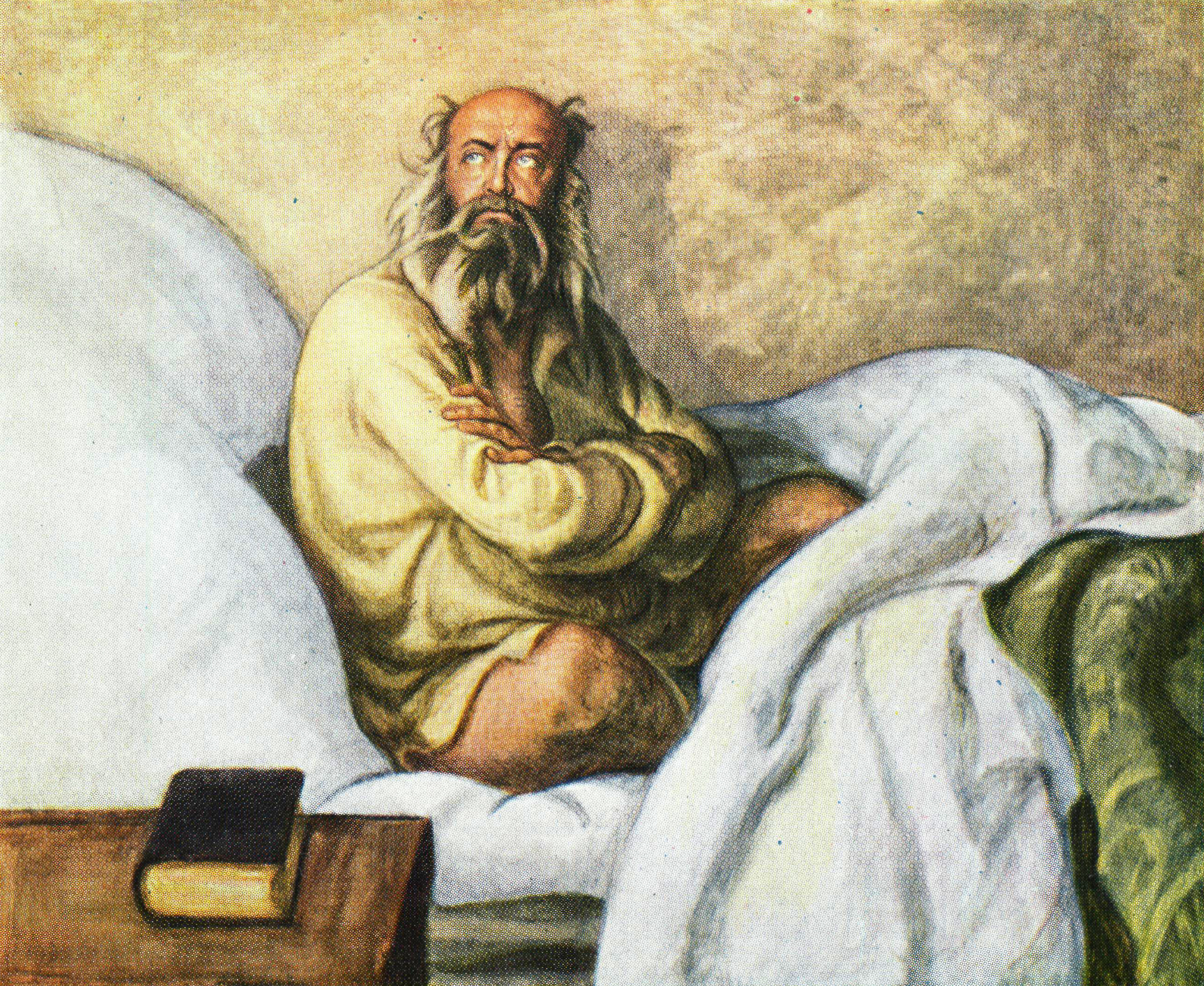
Retrat de Gustaf Fröding (1909)
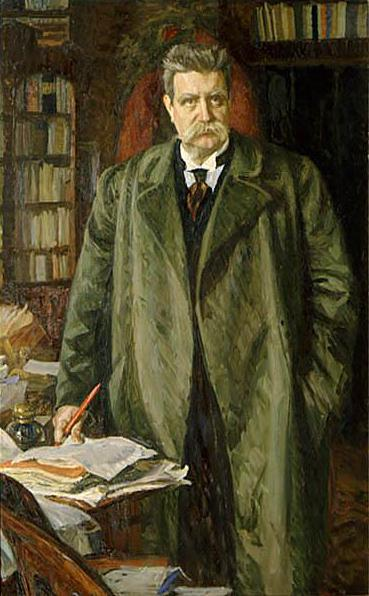
Retrat d'Hjalmar Branting